# Espace d'accommodation

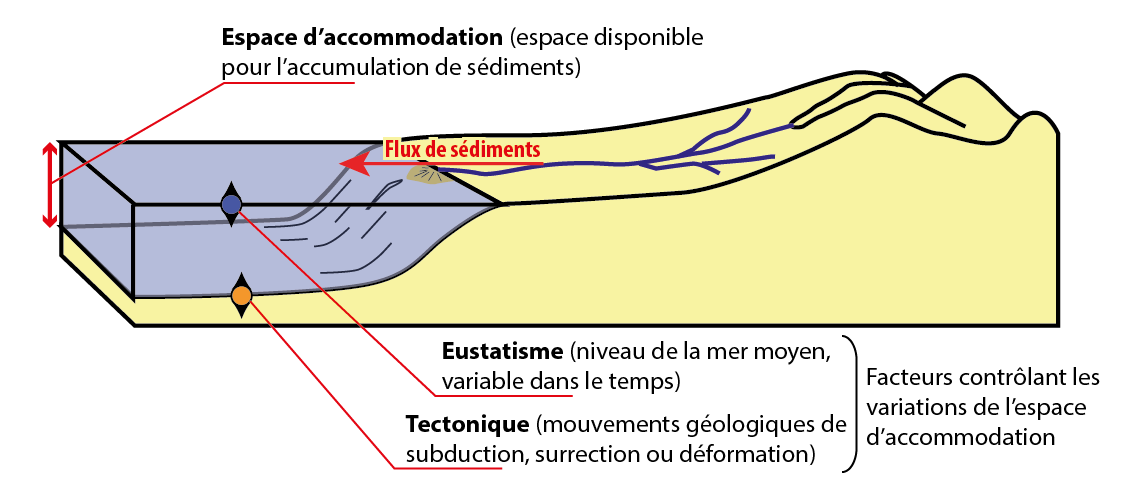
Schéma représentant l'espace d'accommodation d'un environnement marin. Il y est lié aux variations eustatiques et tectoniques.

L'espace d'accommodation est un concept fondamental de la stratigraphie séquentielle, une sous-discipline de la géologie, défini comme l'espace disponible pour le dépôt de sédiments,. En domaine continental, il peut être représenté comme le volume situé entre la surface du sol et le niveau d'équilibre théorique entre les domaines en érosions et en sédimentation (niveau de base). Dans les environnements marins, l'espace d'accommodation correspond au volume séparant le fond marin et le niveau de la mer.

## Description
Dans les milieux marins, les changements d'accommodation sur de longues échelles de temps sont principalement déterminés par la tectonique et par les variations eustatiques. 
Dans les milieux fluviaux, le volume de l'espace d'accommodation est contrôlé :
- dans la partie supérieure du système par le gradient de pente, le débit et l'apport de sédiments
- dans les parties inférieures du système par les variations du niveau marin relatif [2].